# Карательные законы
Карательные законы — термин английской истории, относящийся к серии законов, с помощью которых английские власти стремились утвердить для Англиканской церкви статус государственной религии против протестантских нонконформистов и католицизма, применяя против них различного рода конфискации, гражданские штрафы и лишение прав. Карательные законы были постепенно отменены в XIX веке во время эмансипации католиков. Они носили гражданский характер и не были частью общего права.

## Елизаветинские времена
- Акт о супрематии 1558 года[англ.] (1 Eliz 1 c 1) утвердил королеву Елизавету I в качестве Верховной правительницы англиканской церкви и ввёл клятву супрематии[англ.], согласно которой от любого лица, занимающего государственную или церковную должность в Англии, требовалась клятва верности монарху в качестве верховного правителя англиканской церкви. Он также сделал преступлением поддержку власти любого иностранного правителя, прелата или другой власти, что было нацелено на борьбу с властью папы в Англии. Все, кто поддерживал духовную или церковную власть любого иностранного прелата, за первое нарушение должны были лишиться всего имущества, движимого и недвижимого, и всех доходов, или же, если стоимость конфискуемого была ниже 20 фунтов, должны были быть заключены в тюрьму на один год. За второе преступление они подлежали наказаниям согласно praemunire (закон о превышении полномочий против интересов Короны): исключение из-под защиты суверена, конфискация всех земель и собственности, арест для дачи ответа суверену и совету[1].

- Акт о единообразии 1558 года (1 Eliz 1 c 2) устанавливал порядок молитв, который должен был использоваться в английской Книге общих молитв, и требовал, чтобы все посещали церковь раз в неделю под угрозой штрафа. Он предполагал наказания для всех священнослужителей, которые использовали любые другие молитвы, в виде отлучения и тюремного заключения[1].

- Акт о верховенстве короны 1562 года (5 Eliz 1 c 1) делал второй отказ принять клятву супрематии государственной изменой.

### Ответ наRegnans in Excelsis
В 1570 году папа Пий V отлучил королеву Елизавету I папской буллой Regnans in Excelsis. В ответ были приняты следующие акты:
- 13 Eliz. c.1, согласно которому утверждение, что королева не имеет права на корону, или что она является еретиком или раскольником, являлись государственной изменой;
- 13 Eliz. с. 2, согласно которому претворение в жизнь любой папской буллы об отпущении грехов, прощении или примирении какого-либо лица с католической церковью, принятие такого прощения или примирения, а также приобретение или публикация любой папской буллы или других документов, написанных папой, являлись государственной изменой. Все, кто ввозил в Англию или распространял «Agnus Dei» или другие тексты, благословлённые папой или кем-либо от его лица, наказывались согласно praemunire.
- 13 Eliz. с. 3 был разработан, чтобы помешать католикам укрыться за границей, и объявлял, что любой субъект, покидающий королевство без разрешения королевы и не возвращающийся в течение шести месяцев, должен пожизненно лишиться дохода от его земель, а также всего движимого имущества[1].
- Закон о сохранении послушания подданных Её Королевскому Величеству (23 Eliz. C. 1) был принят в 1581 году. Он делал государственной изменой способство примирению или само примирение с «римской религией», запрещал служение мессы под страхом наказания в виде штрафа в размере двухсот марок[a] и тюремного заключения на один год для священника, а также штрафа в сто марок и того же тюремного заключения для участника мессы. Этот акт также увеличил штраф за не посещение англиканской службы до двадцати фунтов в месяц, или же его можно было заменить на тюремное заключение до уплаты штрафа или до того, как преступник перейдёт в англиканскую церковь. Ещё один штраф в десять фунтов в месяц налагался на любого, кто содержал учителя, который не посещал англиканскую службу. Сам учитель должен был быть заключён в тюрьму на один год.

- Акт об иезуитах, семинарских священниках и прочих непокорных[англ.] (27 Eliz.1, c. 2), принятый в 1584 году, приказывал всем римско-католическим священникам покинуть страну через 40 дней под страхом наказания за государственную измену, если только в течение этого периода они не дадут клятву повиноваться королеве. Те, кто укрывал их, и все те, кто знал об их присутствии и не сообщил властям, должны были быть оштрафованы и заключены в тюрьму; для внушения страха власти имели право казнить их. Это постановление, породившее большое количество мучеников, сделало государственной изменой само нахождение в Англии любого иезуита или семинарского священника, а также любое укрывательство или помощь им. Все, кто посылал помощь семинариям за рубежом, наказывались согласно praemunire, а на тех, кто посылал своих детей за границу без королевской лицензии, налагался штраф в размере 100 фунтов за одного ребёнка.

## Кодекс Кларендона
Свою самую радикальную форму карательные законы приняли во время правления Карла II, особенно законы, известные как Кодекс Кларендона и Акт о присяге.
В совокупности четыре карательных закона известны как Кодекс Кларендона, в честь главного министра Карла II Эдуарда Хайда, 1-го графа Кларендона, хотя тот не был ни их автором, ни поддерживал их полностью. К ним относятся:
- Акт о корпорациях (или Корпоративный акт) (1661), требовавший, чтобы все муниципальные служащие принимали англиканское причастие, и официально отвергли Торжественную лигу и Ковенант 1643 года. Результатом этого акта стало отстранение нонконформистов от государственной службы. Хотя формально закон был отменён только в 1828 году, его исполнение прекратилось в 1663 году, и поэтому многие отстранённые чиновники смогли восстановить свои должности через несколько лет[3].
- Акт о единообразии (1662) делал обязательным использование Книги общих молитв. Более двух тысяч священнослужителей отказались подчиниться и были вынуждены покинуть свои жилища (Великое изгнание[англ.]). Положения этого закона были изменены поправкой[англ.] в 1872 году.
- Акт о молельных собраниях[англ.] (или Акт о конвентиклях) (1664) запрещал конвентикли[англ.] (собрания сторонников запрещённой религии для богослужения) более чем пяти человек, не являющихся членами одной семьи. Его цель состояла в том, чтобы не допускать встреч диссидентских религиозных групп.
- Акт о пяти милях[англ.] (1665) запрещал всем нонконформистским священнослужителям приближаться к инкорпорированным городам[англ.] и местам их прежнего проживания ближе чем на пять миль. Им также было запрещено преподавать в школах. Закон практически не применялся после 1689 году, но официально он был отменён лишь в 1812 году.

В сочетании с Актом о присяге Акт о корпорациях отстранил всех нонконформистов от занятия гражданских или военных должностей, и запретил присвоение им степеней Кембриджского и Оксфордского университетов.

## Другие карательные законы Великобритании
В конце XVII и начале XVIII веков многие протестанты-нонконформисты успешно избегали политических ограничений, налагаемой Актом о присяге, принимая причастие в англиканской церкви, но при этом продолжая посещать собрания нонконформистов. Высокие церковники и тори, наделённые полномочиями в конце правления королевы Анны, стремились закрыть эту лазейку принятием в 1711 году Акта о временном согласии, однако этот закон был отменён после принятия Акта о престолонаследии с возвращением к власти вигов, которые были, как правило, связаны с нонконформистскими протестантами. После Якобитского восстания 1715 года в 1716 году британский парламент также принял Акт о разоружении.

## Карательные законы в Ирландии
В 1695 году карательные законы были введены в Ирландии, лишив гражданских прав нонконформистов в пользу Церкви Ирландии. Хотя законы также затрагивали приверженцев пресвитерианской церкви Ирландии (которые были сосредоточены в Ольстере), их основными жертвами были члены католической церкви, то есть более трёх четвертей населения. Эти законы включали в себя:
- Акт об образовании[англ.] 1695 года;
- Акт об изгнании[англ.] 1697 года;
- Акт о регистрации[англ.] 1704 года;
- Акт о папизме[англ.] 1704 и 1709 годов;
- Акт о лишении избирательных прав[англ.] 1728 года.

Начиная с 1770-х годов, эти акты были в конечном итоге отменены с принятием Акта папистах 1778 года и Акта о Квебеке 1774 года. Принятый в Британии в 1791 году Акт о римско-каталической эмансипации в 1793 году распространился и на Ирландию. Наконец, в 1829 году, во многом благодаря ирландской политической агитации, организованной при Даниеле О’Коннелле в 1820-х годах, был принят Билль об эмансипации католиков.

### Комментарии
1. ↑  Английская марка — древняя счётная денежная единица (не имевшая физического воплощения), равная 160 пенсам (3 шиллинга и 4 пенса), или 2/3 фунта стерлингов.